# Agrotis reclusa
Agrotis reclusa là một loài bướm đêm trong họ Noctuidae.